# Сюве, Жозеф-Бенуа
Жозеф-Бенуа Сюве (нидерл. Joseph-Benoît Suvée, 3 января 1743, Брюгге — 9 февраля 1807, Рим) — фламандский художник. Директор Французской академии в Риме (1801—1807).

## Биография
Первые уроки мастерства получил в Брюгге под руководством Маттейса де Виса. В 1762 году уехал во Францию и стал учеником Жан-Жака Башелье.
В 1771 году был награждён Римской премией, благодаря которой получил возможность отправиться в Рим и жить там за счёт патрона премии. С 1772 по 1778 годы в качестве пенсионера Французской академии проживал в Риме.
После возвращении в Париж был назначен академиком. Открыл художественную школу для молодых женщин в Лувре.
Одной из его учениц была Констанция Майер. Также в числе его учеников был Жозеф-Дени Одеваре.
В 1801 году занял пост директора Французской академии в Риме.
В 1807 году Сюве внезапно умер в Риме.
Картины Сюве хранятся в Лувре, дворце изящных искусств в Лилле, Музее изящных искусств в Нанте и др.